# Meine Damen, zugehört!
Meine Damen, zugehört! (Originaltitel: Ladies Should Listen) ist eine US-amerikanische Screwball-Komödie aus dem Jahr 1934 von Frank Tuttle mit Cary Grant und Frances Drake in den Hauptrollen. Der Film wurde von Paramount Productions produziert und basiert auf Bühnenstücken Ladies Should Listen von Guy Bolton und Le demoiselle de Passy von Alfred Savoir.

## Handlung
Der Pariser Playboy und Geschäftsmann Julian de Lussac wird von drei Frauen verfolgt, als er mit einer Option auf eine chilenische Salpeterkonzession aus Südamerika zurückkehrt. Die erste Frau, Marguerite Cintos, ist die Frau des Gauners Ramon Cintos, der Julian aus Chile folgte, um die Option zu stehlen. Die zweite ist Susie Flamberg, die kurzsichtige Tochter des Millionärs Joseph Flamberg. Sie hat wenig Anziehungskraft, wird aber von Julians Freund Paul Vernet angebetet, der behauptet, sie sei seine Verlobte.
Auf Cintos’ Bitte hin schläft Marguerite mit Julian und er verliebt sich in sie. Als Marguerite anruft, um Julian auf Wiedersehen zu sagen, droht er, sich umzubringen, woraufhin die dritte Frau, Anna Mirelle, die Telefonistin seines Appartementhauses, die seine Gespräche mit Marguerite abgehört hat, herbeieilt, um ihm das Leben zu retten, und dabei eine Fülle von Fakten über ihn preisgibt. Anna warnt Julian vor Marguerites Doppelzüngigkeit und gesteht, dass sie Informationen von der Telefonistin der Cintoses beschafft hat. Marguerite kommt herein und plant, Julian in eine kompromittierende Lage zu bringen, damit ihr Mann einen Vorwand hat, eine Waffe auf ihn zu richten. Anna nimmt Marguerites Platz in Julians Schlafzimmer ein, doch Cintos’ Plan wird vereitelt. Schließlich überredet Marguerite ihren Mann, sie mit Julian durchbrennen zu lassen, der zustimmt.
Um Julian in der Stadt zu halten, gibt sich Anna als seine Krankenschwester aus und bringt Susie dazu, in Julians Wohnung zu kommen, indem sie ihr erzählt, dass Julian im Delirium ständig nach ihr rufe. Susies Vater erscheint und beschuldigt Julian, die Tugend seiner Tochter zu kompromittieren. Anna bittet ihren Freund Henri, den Portier, Julian wegen der Konzession anzurufen. Flamberg hört zu und stimmt einer Heirat zwischen Julian und Susie zu, in der Hoffnung, so an die Konzession zu kommen. Julian sagt sein Rendezvous mit Marguerite ab, doch Anna weiß, dass er immer noch in Gefahr ist.
Am nächsten Tag wird Susies und Julians Verlobung in den Zeitungen bekannt gegeben und Cintos kommt mit einer Waffe. Nachdem Cintos behauptet hat, dass Marguerite ihn für Julian verlässt, zwingt er Julian, für den Diebstahl seiner Frau zu bezahlen, indem er ihm die Option überschreibt. Anna kommt mit Henri zu Hilfe, und als Julian ihr mit einem brüderlichen Kuss dankt, erzählt sie ihm aus Bosheit, dass sie mit Henri verlobt ist. Am Tag der Hochzeit von Susie und Julian gesteht Julian Paul, dass er in Anna verliebt ist und rät Paul, aggressiver vorzugehen, um Susie zu gewinnen. Als Flamberg andeutet, dass Paul ein geeigneter Mann für Susie ist, sagt er Susie, dass er verrückt nach ihr ist. Anna hinterlässt Julian einen Abschiedsbrief, während Susie kommt, um ihm seinen Verlobungsring zurückzugeben. Julian ist untröstlich, als er erfährt, dass Anna gegangen ist. Er findet sie hinter einem Vorhang in seiner Wohnung. Am Ende küssen die beiden sich.

## Hintergrund
Im Vorspann heißt es, das Drehbuch basiere auf dem Stück von Alfred Savoir und Guy Bolton. Aufzeichnungen von Paramount zufolge war der Originaltitel des Stücks Le demoiselle de Passy, das von Alfred Savoir und Guy Bolton geschrieben wurde. In späteren Presseartikeln hieß es jedoch, Bolton habe Savoirs Stück adaptiert, das „vor zwei Sommern in einem Sommertheater in der Nähe von New York“ lief. Es wurde angemerkt, dass es nie den Broadway erreichte.
Hans Dreier und Ernst Fegté oblag die künstlerische Leitung. Travis Banton war für das Kostümbild zuständig.

## Synchronisation
Die deutsche Synchronfassung entstand 2009 im Auftrag des Synchronstudios F. Homann in Coesfeld.
| Rolle             | Schauspieler          | Deutscher Synchronsprecher |
| ----------------- | --------------------- | -------------------------- |
| Julian de Lussac  | Cary Grant            | Markus Kloster             |
| Paul Vernet       | Edward Everett Horton | Lucius Woytt               |
| Susie Flamberg    | Nydia Westman         | Laura Guizzy               |
| Ramon Cintos      | Rafael Corio          | Karl Weishaupt             |
| Marguerite Cintos | Rosita Moreno         | Ulrike Hötzel              |
| Joseph Flamberg   | George Barbier        | Freddy Homann              |
| Henri             | Charles Ray           | Karl Weishaupt             |
| Albert            | Charles Arnt          | Karl Weishaupt             |
| Adele             | Clara Lou Sheridan    | Ulrike Hötzel              |
| Butler            | Joseph North          | Karl Weishaupt             |

## Veröffentlichung
Die Premiere des Films fand am 1. August 1934 statt. In der Bundesrepublik Deutschland wurde er am 26. Juni 2009 auf DVD veröffentlicht.

## Kritiken
Frank S. Nugent zeigte sich in der The New York Times wenig begeistert. Der Film sei schmerzhaft schlaff. Er greife auf eine Reihe langweiliger und mehr als nur schwach erinnernder Situationen zurück. Der Dialog sei funkelnd, aber das zu selten.
Das Lexikon des internationalen Films schrieb dagegen: „Höchst amüsante Screwball-Comedy, die von atemlosem Tempo und hoher Gag-Dichte lebt, wobei die vorzüglichen Akteure permanent umherstürzen und absurde Situationen provozieren.“